# Andriy Voronin
Andriy Viktorovych Voronin - em ucraniano, Андрій Вікторович Воронін (Odessa, 21 de julho de 1979) - é um ex-futebolista ucraniano, que atuava como atacante. Atualmente segue a carreira de treinador.
Seu nome era russificado para Andrey Viktorovich Voronin (Андрей Викторович Воронин), nos tempos da URSS.

## Carreira

### O início
Iniciou e passou a maior parte de sua carreira na Alemanha: lá, onde seu sobrenome é mais comumente romanizado como Woronin, estreou, em 1997, no Borussia Mönchengladbach, vindo de seu país natal das bases do Chornomorets Odessa.
Mas só teria maior reconhecimento em sua terceira temporada no Mainz 05, para onde foi em 2000. Foi o artilheiro da Bundesliga 2, a segunda divisão alemã, atraindo a atenção de outros clubes, entre eles o Dínamo de Kiev.

### Bundesliga e Liverpool
Entretanto, a promoção para a elite não veio por um gol a menos no saldo em relação ao terceiro colocado da temporada 2002-03, o Eintracht Frankfurt. Revelação daquele campeonato, Voronin decidiu ir para o Köln, que conseguiu subir a elite.
O Köln seria rebaixado ao final da temporada 2003-04, mas Voronin conseguira despertar cobiça no Bayer Leverkusen, que o contratou. Voronin formou com o búlgaro Dimitar Berbatov a melhor dupla de ataque da temporada 2004-05 da Bundesliga, fazendo 35 gols, embora o time tenha chegado apenas ao sexto lugar.
Não teve sucesso tão bom nas duas temporadas seguintes, ainda assim chamando a atenção do Liverpool, que o levou para a Inglaterra em 2007. Nos Reds ganhou vitrine, recebendo inclusive a camisa 10. Entretanto, não conseguiu espaço em Anfield. Uma lesão em janeiro de 2008 acabaria influenciando em sua saída, negociada em empréstimo com o Hertha Berlim.

### Volta à boa fase
De volta à Alemanha, Voronin retornou à boa fase, sendo o artilheiro do clube e seu grande destaque, em campanha em que a equipe da capital liderava a competição a sete rodadas do fim da temporada 2008-09. A transferência seria fechada em definitivo caso se conseguisse a classificação para a Liga dos Campeões da UEFA, o que, entretanto, acabou não acontecendo - o time terminou em quarto lugar.
Ao final do empréstimo, retornou ao Liverpool. Durante os meses em que permaneceu nos Reds, teve pouquíssimas chances como titular. Em 11 de janeiro de 2010, após o treinador Rafael Benítez ter admitido que Voronin não estava nos planos do clube para o segundo turno da temporada 2009-10, o ucraniano acertou com o Dínamo Moscou.

### Seleção Ucraniana
Estreou pela Seleção Ucraniana em 2002, em meio à sua boa fase no Mainz 05. Costuma revezar-se entre a reserva de Andriy Shevchenko e a dupla com este. Figurou com a Ucrânia na Copa do Mundo de 2006, a primeira disputada pelo país.
Em 2012, junto com Shev, disputaram a Euro em seu país, tendo um grande desempenho junto a Shev, que marcou dois gols na virada contra a Suécia. Voronin não marcou, mas foi o terceiro melhor em campo, depois de Shevchenko e Zlatan Ibrahimović, entrando para a história novamente, na primeira Eurocopa de sua seleção.